# Helmut Philipps

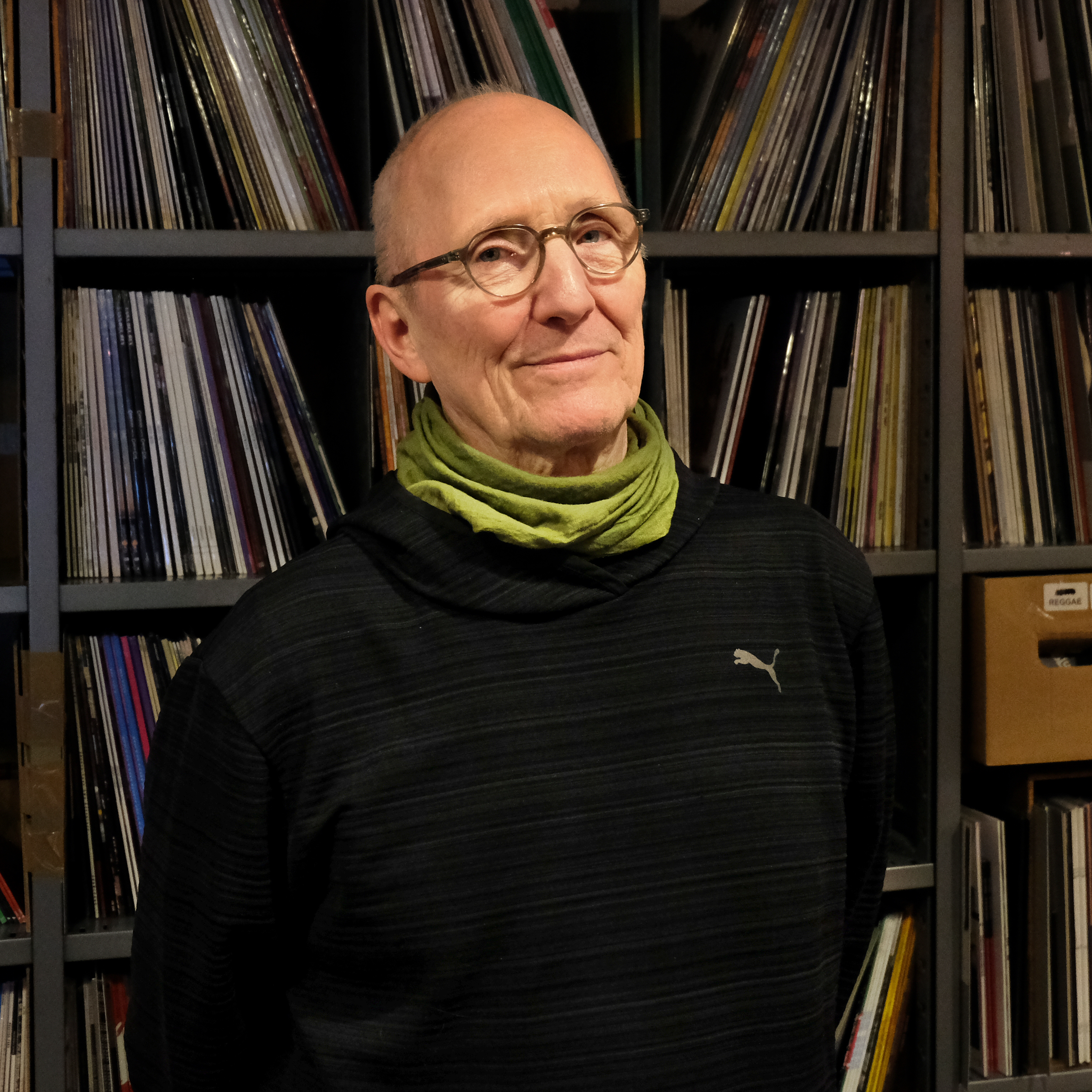
Helmut Phillips im Münchner Optimal Record Store (2023)

Helmut Philipps (Pseudonym: H.P. Setter; * 1953 in Recklinghausen) ist ein deutscher Autor, Journalist, Tontechniker, Produzent und Referent.

## Leben
Philipps studierte in den 1970er Jahren Theologie. Er war als Schlagzeuger beteiligt an Platten der Bands Crossfire („Colourful Music“ 1979) und Konec („Tanze!“ 1981, „Schrille Blitze“ 1982), danach fokussierte sich sein Interesse auf die Musik und Kultur Jamaikas. Er beschäftigte als einer der ersten in Deutschland professionell mit diesem Thema, unterhielt von 1987 bis 1999 das deutsche Reggae-Label „T’Bwana Sound“ und produzierte unter dem Pseudonym H.P. Setter an die 60 Alben. Seit 2001 schreibt und referiert er als freier Journalist und Autor über Reggae und Jamaika.
Abseits des Reggae ist er seit 1990 tontechnischer Berater und Sounddesigner für die Bühnenprogramme des TV Entertainers und Musikers Götz Alsmann. Zwischen 1988 und 1993 war er Mitarbeiter der MUSIK KOMM GmbH (Popkomm), 1993 Rockbeauftragter des Landes NRW. Von 1989 bis 1995 arbeitete er als freier Tontechniker an den Städtischen Bühnen Dortmund, 2006 an den Städtischen Bühnen Münster.
Seit 2009 ist er Gastdozent an verschiedenen Hochschulen, etwa dem SAE Institute, der Ruhr-Universität Bochum und der Universität Paderborn.
Philipps schreibt des Weiteren Kolumnen für das Schallplattenmagazin MINT.

## Bücher
- mit Olaf Karnik: Reggae in Deutschland. KiWi, Köln 2007, ISBN 978-3-462-03952-8.
- DUB Konferenz. 50 Jahre Dub aus Jamaika. Strzelecki Books, Köln 2022, ISBN 978-3-910298-02-6.

## Diskografie
Auswahl an Produktionen, bei denen Helmut Philipps – unter seinem Namen oder unter dem Pseudonym „H.P. Setter“ – als Engineer und/oder als Produzent mitgewirkt hat:
- Götz Alsmann – Big Bamboo (EP 1993)
- Götz Alsmann – Zazou (CD 1994)
- Gentleman – On We Go (EP 2006)
- Gentleman –  Another Intensity (CD 2007)
- Dr. Ring-Ding & H.P. Setter – Big T’ings (CD, LP 1998)
- Rico & Band – You Must Be Crazy (LP/CD 1994)
- Rico Rodriguez – Get Up Your Foot (LP/CD 2000)
- Shaggy & Eric Singleton – Sexy Girl (12” 2000)
- Natty U & ikey Prodigal – Prejudice (LP 1987)
- Natty U – Fool For Your Love (LP/CD 1990)
- Natty U – Flash Up Unu Lighter (CD 1993)
- Natty U & The Vision – Live Clash (CD 1990)
- Setter & Fe – Dub Clash (LP 1991)
- H.P. Setter – Riddim In Exile (CD 1999)
- Dread Poets Society feat. Benjamin Zephania, Lillian Allen et al. (CD 1993)
- Rafael Cortés – Eclipse de Luna (CD 1999)
- Jin Jin – Burger Connection (CD 1995)
- Jin Jin – Ja! Sicher (CD 1999)
- Heaven Bound – Reggae To Your Heart (CD 1994)
- Heaven Bound – Two Hands (CD 1998)
- Mamadee – Lass Los (EP 2005)
- Mambo Kurt – Back In Beige (CD 2000)
- Nelsons Wedding – Just Married (CD 1994)
- Nelsons Wedding – Okkuhila (CD 1996)
- The Whisky Priests – Dol-Li-A (EP 1994)
- Liebesperlen Revue Theater Dortmund CD 1+2 (1991 + 1995)